# Legend of Fuyao
Legend of Fuyao (chinês: 扶摇, pinyin: Fúyáo), ou Lenda de Fuyao,  é um drama chinês baseado no romance de Tianxia Guiyuan, Imperatriz Fuyao (chinês: 扶摇皇, pinyin: Fúyáo huáng). A série tem como protagonistas Yang Mi (Amor Eterno) e Ethan Juan.  Foi exibida pela Zhejiang TV de 18 de junho a 13 de agosto de 2018.

## Sinopse
A história se passa no universo das Cinco Regiões, lideradas pela Cidade Imperial de Megrez. Fuyao (Yang Mi), ligada desde seu nascimento a um lótus que guarda uma maldição, é tida por órfã, servindo de escrava ao Clã da Alma Mística, na Montanha da Alma Mística.
Uma série de tragédias resulta em uma jornada pelas Cinco Regiões, em busca de artefatos mágicos que possam romper os selos que ligam a vida de Fuyao à condenação destas terras. Nesse caminho, Fuyao conhece o Príncipe Herdeiro do Megrez, Wuji (Ethan Juan), que trabalhava disfarçado em busca de justiça e paz para as Cinco Regiões. Enquanto lutam contra as disputas por poder e jogos políticos dentre os reinos, Fuyao e Wuji acabam por se apaixonar.
Com a ajuda dos leais companheiros que adquiriu ao longo da jornada (Xiao Qi, Zong Ye, Ya Lan Zhu e Zhan Bei Ye), Fuyao começa a desvendar a trama hedionda que o Antigo Firmamento guarda para ela e seu amado, descobrindo assim sua verdadeira identidade e a salvação das Cinco Regiões.

## Elenco

### Protagonistas
| Ator       | Personagem                                        | Introdução |
| ---------- | ------------------------------------------------- | --- |
| Yang Mi    | Fuyao (扶摇) Feng Wuming (凤 无名)                | Uma jovem nascida de uma pétala do lótus divina e dona da pedra de cinco cores. Fuyao era uma humilde serva da Seita Clã da Alma Mística, até que aprendeu uma técnica de luta invencível, chamada "Quebra da Nona Nuvem", e começou sua jornada para reunir cinco artefatos mágicos que pudessem quebrar os selos colocados nela. Foi revelada como a verdadeira princesa de Lótus e ascendeu ao trono, tornando-se a Rainha de Grande Carro. Fuyao também detém simultaneamente o título de Generalíssimo Tartaruga Negra de Demônios do Céu, bem como Magistrado Fu da Cidade de Yao. |
| Ethan Juan | Zhang Sun Wuji (长孙 无极) Yuan Zhaoxu (元 昭 诩) | Príncipe Herdeiro do reino de Megrez. Ele é descendente de Chang Qingzi, Grande Mentor do Antigo Firmamento. É o dono da Folha de Espírito Místico. Wuji também possui um hamster mágico de estimação chamado Yuan Bao. Yuan Zhaoxu é o pseudônimo de Wuji como assistente do príncipe herdeiro. |

### Elenco de apoio

#### Reino de Águas Profundas
| Ator                                                  | Personagem                        | Introdução |
| Família Real de Águas Profundas                       | Família Real de Águas Profundas   | Família Real de Águas Profundas |
| ----------------------------------------------------- | --------------------------------- | --- |
| Zhang Dongshen                                        | Xuanyuan Ren (轩辕韧)             | Rei de Águas Profundas. |
| Hu Ke                                                 | Xuanyuan Xiao (轩辕晓)            | Princesa mais velha de Águas Profundas. Esposa de Zhangsun Jia. Procura a filha desaparecida, Lian'er. |
| Leon Lai Yi                                           | Zong Yue (宗越)                   | Sábio Médico das Cinco Regiões. Sua verdadeira identidade é de filho mais velho do Príncipe Wenyi, o antigo herdeiro presumido de Águas Profundas. Zong Yue foi salvo por Fei Yan, que lhe transmitiu habilidades médicas divinas em troca de 40 anos de sua vida.                                              |
| Liang Yimu                                            | Yun Hen (云痕)                    | O afilhado de Qi Zhen. Acaba por descobrir ser o filho mais novo do Principe Wenyi e irmão mais novo de Zong Yue. Yun Hen se torna o Rei de Águas Profundas após a tentativa falha de golpe de Qi Zhen. É apaixonado por Qi Yun, filha de Qi Zhen, que ele conhece desde a infância.                            |
| Ethan Juan (Falso herdeiro) Patrick Quan (Verdadeiro) | Xuanyuan Min (轩辕旻)             | Herdeiro presumido de Águas Profundas, posteriormente se torna rei. Wuji disfarça de Xuanyuan Min para expor as verdadeiras intenções de Qi Zhen e frustrar seus planos de usurpar o trono. |
| Yang Mi (Disfarce) Chen Xinwen (Verdadeira)           | Yuwen Zi (宇文紫)                 | Concubina de Xuanyuan Min (Consorte Justa). Filha de Yuwen Jian, Deputado do Condado da Ilha do Sul, um parente distante de Qi Zhen; posteriormente, afilhada de Qi Zhen. Fuyao se disfarça como Yuwen Zi para conseguir entrar no solar de Qi Zhen e procurar por Xiao Qi.                                     |
| Aliya                                                 | Tang Zhirong (唐芷蓉)             | Concubina de Xuanyuan Min (Consorte Preciosa). Filha de Tang Bonian. Ela é uma mulher fria e astuta que fará de tudo para se tornar Rainha |
| Wei Huini                                             | Jian Xue (简雪)                   | Concubina de Xuanyuan Min (Consorte Honrosa). Filha de Jian Shen, Secretário Imperial da Academia Imperial Hanlin. Ela é na verdade uma colaboradora de Zhangsun Wuji. |
| Liu Zhiwei                                            | Gao Purou (高普若)                | Concubina de Xuanyuan Min (Consorte Virtuosa). Filha de Gao Hao, Príncipe Xiping. Posteriormente, ela se torna Rainha com a ascenssão de Yun Hen ao trono, devido a um acordo entre seu pai e Zhang Henian. |
| Guan Xin (Disfarce)                                   | Xuanyuan Hui (轩辕晖)             | Tai Yan vestida como um príncipe em um plano de Wuji para ludibriar Qi Zhen. |
| Liu Dashen                                            | Xuanyuan Zhai (轩辕斋)            | Príncipe de Águas Profundas |
| Capital Kun                                           |                                   | |
| Liu Yijun                                             | Qi Zhen (齐震)                    | Primeiro Ministro de Águas Profundas. Manipulador e calculista, ele faria tudo para se tornar o governante de Águas Profundas. |
| Yuan Yuxuan                                           | Qi Yun (齐韵)                     | Filha de Qi Zhen. É Apaixonada por Zong Yue desde a infancia. |
| Sun Qiang                                             | Zhang Henian (章鹤年)             | Censor Imperial. Um homem patriótico e leal. |
| Liu Guanlin                                           | Gao Hao (高蒿)                    | Príncipe Xiping. Ele está em conluio com Qi Zhen, mas os dois não confiam um no outro. |
| Liu Hanzhong                                          | Tang Bonian (唐伯年)              | Dingyuan General. |
| Zhong Weihua                                          | Cao Cheng (曹成)                  | Chefe dos eunucos. Um informante de Qi Zhen. |
| Liu Fenglan                                           | Wei Chuan (魏川)                  | Governanta do solar Qi. |
| Zhou Liwei                                            | Shi Lan (时岚)                    | Dama de companhia de Yuwen Zi (Fuyao). Foi enviada por Zhangsun Wuji para proteger Fuyao, sabendo que, na verdade, Yuwen Zi era Fuyao disfarçada. |
| Wuyu Chenning                                         | Ah Lie (阿烈)                     | Dama de companhia de Pei Yuan. Odeia secretamente Pei Yuan devido aos maus-tratos que sofre nas mãos desta. Ela é responsável por arruinar o rosto de Pei Yuan e, posteriormente, matá-la. |
| Zhang Zhizhong                                        | Sr. Qiu (邱先生)                  | Antigo subordinado do Príncipe Wenyi. Salva Zong Yue e Yun Hen escondendo-os durante o massacre que dizimou a família do Príncipe Wenyi. Ao longo da história, é quem revela a verdade sobre a identidade dos irmãos.                                                                                           |
| Lu Xianjun                                            | Huan'er (欢儿)                    | Dama de companhia de Tang Zhirong. |
| Clã da Alma Mística - Montanha da Alma Mística        |                                   | |
| Li Hongtao                                            | Yan Lie (燕烈)                    | Líder do Clã da Alma Mística e pai de Yan Jingchen. |
| Huang Youming                                         | Yan Jingchen (燕惊尘)             | Discípulo mais elevado do Clã da Alma Mística. Yan Jingchen é o primeiro Fuyao. Apesar de seus sentimentos por ela, é forçado pelo pai a se casar com Pei Yuan. |
| Li Yixiao                                             | Pei Yuan (裴媛)                   | Sobrinha de Qi Zhen. A última na hierarquia de discípulos do Clã da Alma Mística e, ao longo da história, esposa de Yan Jingchen. Vive um amor obsessivo e não correspondido por Yan Jingchen. Quando descobre que ele é apaixonado por Fuyao, tenta acabar com a garota.                                       |
| Qin Yan                                               | Tio Zhou (周叔) Sheng Ling (圣灵) | Chefe da Seção Mística Negra (Xuanyou), os serviçais do Clã da Alma Mística. A figura paterna de Fuyao. Mais tarde, é revelado que é, na verdade, Sheng Ling, segundo no ranking dos 10 santos. É ele quem salva Fuyao e a ajuda a desbloquear a antiga técnica de luta da "Quebra da Nona Nuvem"(Po Jiu Xiao). |
| Jiang Long                                            | Xiao Qi (小七)                    | Um servo da Seção Mística Negra. Melhor amigo de Fuyao e companheiro de jornada. Gosta de Yalan Zhu. |
| Guo Jun                                               | Mestre Pei Yan (佩彦师叔)         | Subordinado de Yan Lie's subordinate. Um ancião do Clã da Alma Mística. |
| He Yutong                                             | Segunda discípula (二师姐)        | |
| Wang Zhipeng                                          | Li Yunxiao (李云霄)               | Quarto discípulo. |
| Zhao Zuoshan                                          | Ancião (制赛长老)                 | |

#### Reino do Megrez
| Ator                      | Personagem                     | Introdução |
| Cidade Imperial de Megrez | Cidade Imperial de Megrez      | Cidade Imperial de Megrez |
| ------------------------- | ------------------------------ | --- |
| Wang Jinsong              | Zhangsun Jiong (长孙 迥)       | Imperador de Megrez e Governante dos das Cinco Regiões. Um homem muito respeitado que preparou Zhangsun Wuji para o papel de Príncipe Herdeiro desde a infância, mas que na verdade esconde um terrível segredo. |
| Juan Zi                   | Yuan Qingyi (元 清 漪)         | Imperatriz Bondosa (Ci'en). Mãe de Zhangsun Wuji. Ela e Zhangsun Jia são apaixonados desde a juventude, mas ela foi forçada a se casar com Zhangsun Jiong.                                                       |
| Song Jialun               | Zhangsun Jia (长孙 迦)         | Princípe Virtuoso. Irmão mais novo de Zhangsun Jiong. Pai biológico de Zhangsun Wuji. |
| Zhao Chulun               | Zhangsun Ping Rong (长 孙平戎) | Príncipe Assistente. Meio-irmão de Zhangsun Wuji. Um homem ambicioso que faria qualquer coisa para usurpar o trono.                                                                                              |
| Sun Wei                   | Duan Tong (段 潼)              | Primeiro ministro. Ele está alinhado com Zhangsun Ping Rong. |
| Gao Haipeng               | Lei Yuanshan (雷 元山)         | General Junwei. Ele é leal a Zhangsun Wuji. |
| Zhang Honggang            | Han Lin (韩 林)                | Servo pessoal de Zhangsun Jiong. |
| Gao Hanyu                 | Jiang Feng (江枫)              | Servo leal de Zhangsun Wuji. Um "guarda nas sombras". |
| Yu Yonghai                | Xu Lai (涂 来)                 | Servo de Zhangsun Ping Rong. |
| Liu Yuqi                  | Hong Ying (红 灜)              | Uma cortesã que é uma espiã de Zhangsun Jiong, mas está apaixonada por Zhangsun Jia. |
| Cidade de Yao             |                                | |
| Jia Benchu                | Tie Cheng (铁 成)              | Um guerreiro da cidade de Yao que se torna servo de Fuyao e mais tarde magistrado da cidade de Yao. |
| Yan Luhan                 | Hu Sang (胡 桑)                | Uma mulher que se apaixonou à primeira vista por Zhangsun Wuji e tem ódio por Fuyao devido a sua relação com Wuji.                                                                                               |
| Tang Guozhong             | Chi Gui (赤 鬼)                | Líder Gangue da Tribo Negra (tribo Hei Rong). Ele conspira com Zhangsun Ping Rong para usurpar a cidade de Yao e encenar uma rebelião.                                                                           |
| Xu Fei                    | Hei Feng (黑风)                | Subordinado de Chi Gui. |
| Luo Ting                  | Magistrado Su (苏 县丞)        | Magistrado anterior a Fuyao (Magistrado Fu) da cidade de Yao. |

#### Reino  de Demônios do Céu
| Ator         | Personagem                              | Introdução |
| ------------ | --------------------------------------- | --- |
| Vengo Gao    | Zhan Bei Ye (战 北野)                   | Príncipe Feroz, líder da Cavalaria da Tempestade Negra. Mais tarde, torna-se o Rei de Demônios do Céu. Neto do Grão-Mestre Zhou, é o único capaz de controlar a espada do Dragão Azul Selvagem e livrar o Exército Secreto de sua condenação de vagar eternamente pelo temível Deserto de Geya. Ele admira Fuyao por sua coragem e lealdade, mas se apaixona pela sinceridade de Yalan Zhu. |
| Zhang Yaqin  | Ya Lan Zhu (雅兰 珠)                    | Também chamada de Pequena Cauda. Neta de Ya Lan Zhen, filha de Ya Lan Zhi, descendente do principe da Montanha Gelada, Ya Lan Yi. É a princesa de Qiongye, mais tarde Rainha de Demônios do Céu. Guarda mágoas do Princípe Wuji pela divisão de sua terra natal e o exílio ao qual seu pai, o Rei do Norte, foi submetido. Deixam os ressentimentos de lado "temporariamente" pelo afeto que sentem por Fuyao. Ya Lan Zhu gostava de Zhan Bei Ye desde que eram pequenos e o segue aonde quer que vá. Dá sua visão em troca de salvar o Príncipe Feroz. Ela também faz amizade com Fuyao e se torna próxima dela. |
| Zhang Yicong | Zhan Nancheng (战 南 成)                | Rei de Demônios do Céu. Um homem que tem sede de poder e usa meios dissimulados para atingir seus objetivos. |
| Gu Youming   | Zhan Bei Heng (战 北 恒)                | Príncipe Heng. Ele é leal ao seu irmão mais velho, Zhan Nancheng. |
| Chen Ying    | Consorte Jing (静 妃)                   | Mãe biológica de Zhan Bei Ye. |
| Liu Deliang  | Lei Dong (雷动)                         | Professor de Zhan Beiye. Classifica-se em 3º dentre os 10 santos. |
| Liu Qiushi   | Ji Yu (纪 羽)                           | O segundo em comando de Zhan Bei Ye, a quem ele é leal. Perde um braço salvando seu general. |
| Tan Xizhi    | Eunuco Hua (花 公公)                    | Ajudante de Zhan Bei Ye que foi colocado no palácio por seu avô materno. |
| Liu Yang     | Atendente Li (李总管)                   | Eunuco-chefe. |
| Yang Zhenyu  | Gu Lingfeng (古 凌风)                   | Comandante do exército "Ouro de Demônios do Céu". Após sua morte, Fu Yao, disfaçada como um servo discidente da Guarda Secreta do Príncipe Herdeiro Wuji, Jiang Feng, torna-se o novo Generalíssimo Tartaruga Negra. |
| Mao Fan      | Comandante das Tropas Ming (冥 军 首领) | Comandante das "Exercíto Secreto da Cavalaria da Tempestade Negra". |
| Sheng Wu     | Lin Yi (林 易)                          | Subordinado de Zhan Bei Ye que o trai. |

#### Reino Grande Carro
| Ator           | Personagem                              | Introdução |
| -------------- | --------------------------------------- | --- |
| Lin Jing       | Feng Xuan (凤 璇)                       | Rainha de Grande Carro. Uma mulher capasz de tudo para manter o seu poder. |
| Lin Jing       | Feng Qi (凤 琦)                         | Irmã gêmea de Feng Xuan. A verdadeira herdeira do trono de Grande Carro e mãe biológica de Fuyao. |
| Cao Weiyu      | Yu Heng (玉衡) <br> Meng Shuo (孟 朔)   | Um dos 10 santos. Marido de Feng Qi e pai biológico de Fu Yao. Ele fica ao lado de Feng Xuan como seu guarda secreto para, assim, descobrir a verdade sobre o paradeiro de Feng Qi e Feng Wuming (Fuyao), um segredo guarado pela Rainha.                                             |
| Li Duo         | Feng Wu (凤 五)                         | Quinto príncipe, filho do regente anterior. Irmão de Feng Xuan. Vive isolado. É o pai de Tang Yizhong. |
| Gao Liwen      | Feng Jingzhi (凤 净 执)                 | Primeira princesa. Se encanta por Fu Yao, disfarçada como o Sábio Médico Zong Ye. É morta pela mãe quando descobre o segredo sobre o Lago da Jovem Fênix e sua família. |
| Wang Herun     | Feng Jingfan (凤 净 梵) Fo Lian (佛 莲) | Segunda princesa. Conhecida como a Santa das Cinco Regiões. Discípula de Fei Yan. Uma mulher astuta e perversa que roubou a identidade de Fuyao como a "Princesa do Lótus" e fingiu ser gentil e benevolente. É apaixonada por Zhangsun Wuji e o poder que ele é capaz de lhe trazer. |
| Xue Yuru       | Yu Meisheng (玉梅 笙)                   | Primeira general Grande Carro. Seguidora de maior confiança de Feng Jingzhi. |
| Chen Junyu     | Tang Yizhong (唐 易 中)                 | Guarda do Pavilhão da Fênix Cinza, a guarda particular da Rainha. Um descendente da família Feng. |
| Zhao Xin       | Qiao Ling (巧 灵)                       | A empregada de Fo Lian. |
| Zhang Huanhuan | Xu Wan (许 婉)                          | A empregada de Feng Qi que secretamente salvou Feng Wuming (Fuyao) a escondendo no armário do palácio. |

#### Antigo Firmamento
| Ator     | Personagem      | Introdução |
| -------- | --------------- | --- |
| Liu Sha  | Tian Ji (天机)  | Alto Imortal do Antigo Firmamento , Senhor do Santuário de Ilusões. Líder dos 10 santos mais fortes. Mestre de Zhangsun Wuji.                                                                                   |
| Liu Xuan | Fei Yan (非 烟) | Alta Imortal do Antigo Firmamento, Senhora do Palácio da Ilusão. Neta de Di Feitian. Seu principal objetivo é reviver Di Feitian, usando Fu Yao e sua pedra de cinco cores para trazer o caos as Cinco regiões. |
| Guan Xin | Tai Yan (太 妍) | Discípula de Fei Yan. Ela tem um amor não correspondido por Wuji. |

## Produção

### Seleção de elenco e filmagem
Durante o showcase anual de produções de televisivas da Linmon Picture, em fevereiro de 2017, Yang Mi foi anunciada como a protagonista do projeto Lenda de Fuyao. Comentava-se que a produção conteria os elementos orientais de fantasia com sua trama contendo manobras politicas e valores modernos de relacionamentos.
Em junho de 2017, Ethan Juan foi anunciado como interprete do protagonista. Tanto Juan e quanto Yang anunciaram seus papéis por meio de suas contas do Weibo. Os principais membros do elenco coadjuvante foram revelados por meio de fotos, em julho de 2017.
A série começou a ser filmada em 27 de junho de 2017, no Hengdian World Studios, e terminou em 24 de novembro de 2017.

### Equipe técnica
A série é produzida pela Linmon Pictures e dirigida pelo ganhador do Magnolia Award, Yang Wenjun (Divorce Lawyers). Outros membros notáveis da equipe são o coreógrafo de artes marciais Li Cai (Herói, House of Flying Daggers ), o diretor de arte Shao Changyong (Nirvana in Fire, The Disguiser) e o duas vezes vencedor do Golden Horse Award, Stanley Cheung, como figurinista.

### Localização
Primeiramente, a série foi filmada nos Hengdian World Studios, bem como em Yinchuan. Diversos sets de gravação foram construídos em um terreno árido de até 60.000 metros quadrados.

## Trilha Sonora
| N  | Título                                                           | Letra         | Música        | Cantor(es)                   | Notas                  |
| -- | ---------------------------------------------------------------- | ------------- | ------------- | ---------------------------- | ---------------------- |
| 1. | Fuyao (扶摇)                                                     | Chen Xi       | Dongdong Dong | Karen Mok                    | Tema de Abertura       |
| 2. | Flourishing Dream (繁华梦) Sonho Florescente                     | Lin Hai       | Song Yang     | Song Yang                    |                        |
| 3. | Blood like Ink (血如墨) Sangue Como Tinta                        | Chen Xi       | Dongdong Dong | Zhang Bichen                 |                        |
| 4. | Proud Humans of Society (傲红尘) Humanos Orgulhosos da Sociedade | Chen Xi       | Dongdong Dong | You Zhangjing (Nine Percent) |                        |
| 5. | Window (窗) Janela                                               | Wu Tsing-fong | Wu Tsing-fong | Wu Tsing-fong                | Tema de Encerramento 2 |
| 6. | Youth (少年) Juventude                                           | Chen Xi       | Dongdong Dong | Sun Jun                      |                        |
| 7. | A Love is Hard to Wish for (一爱难求) É Difícil Desejar Um Amor  | Chen Xi       | Dongdong Dong | Lala Hsu                     | Tema de Encerramento 1 |

## Recepção
Fuyao foi elogiada pela mídia da CCTV por transmitir valores e mensagens positivas, como persistência, independência e magnanimidade; bem como encorajar as pessoas a perseguir seus sonhos. No entanto, a resposta do público não foi tão positiva; a série foi criticada por ter enredos clichês e uma protagonista de "Mary Sue"; bem como enredos muito semelhantes a Harry Potter e o Cálice de Fogo . 
Apesar das críticas divididas, a popularidade da série continua alta no mercado interno, com muitas visualizações online; bem como aclamação pelos fãs estrangeiros. Em especial, a série foi bastante elogiada pelo jornal Daily Pakistan, com a mídia chamando o show de "uma apresentação maravilhosa das características chinesas" e elogiando sua cinematografia. A série ganhou 14 bilhões de visualizações em 50 dias, tornando-se o drama online mais visto da temporada de verão.

### Avaliações
| Episódio n° | Data de transmissão original | Compartilhamento de público médio (CSM52) | Compartilhamento de público médio (CSM52) | Ranking | Average audience share (National Average) | Average audience share (National Average) | Ranking |
| Episódio n° | Data de transmissão original | Avaliações                                | Compartilhamento pelo público             | Ranking | Ratings                                   | Audience share                            | Ranking |
| ----------- | ---------------------------- | ----------------------------------------- | ----------------------------------------- | ------- | ----------------------------------------- | ----------------------------------------- | ------- |
| 1-2         | 18 de junho de 2018          | 0.655                                     | 3.727                                     | 1       | 0.35                                      | 2.57                                      | 1       |
| 3-4         | 19 de junho de 2018          | 0.611                                     | 3.742                                     | 2       | 0.23                                      | 1.85                                      | 2       |
| 5-6         | 20 de junho de 2018          | 0.655                                     | 4.174                                     | 2       | 0.32                                      | 2.63                                      | 2       |
| 7-8         | 21 de junho de 2018          | 0.691                                     | 4.194                                     | 1       | 0.392                                     | 3.047                                     | 1       |
| 9-10        | 25 de junho de 2018          | 0.755                                     | 4.563                                     | 1       | 0.38                                      | 2.97                                      | 1       |
| 11-12       | 26 de junho de 2018          | 0.664                                     | 3.997                                     | 1       | 0.33                                      | 2.55                                      | 2       |
| 13-14       | 27 de junho de 2018          | 0.673                                     | 3.327                                     | 1       | 0.44                                      | 2.64                                      | 1       |
| 15-16       | 28 de junho de 2018          | 0.753                                     | 4.346                                     | 1       | 0.34                                      | 2.42                                      | 1       |
| 17-18       | 2 de julho de 2018           | 0.648                                     | 3.53                                      | 1       | 0.37                                      | 2.68                                      | 2       |
| 19-20       | 3 de julho de 2018           | 0.689                                     | 3.984                                     | 1       | 0.49                                      | 3.6                                       | 1       |
| 21-22       | 4 de julho de 2018           | 0.941                                     | 6.029                                     | 1       | 0.57                                      | 4.4                                       | 1       |
| 23-24       | 5 de julho de 2018           | 0.927                                     | 5.964                                     | 1       | 0.7                                       | 5.23                                      | 1       |
| 25-26       | 9 de julho de 2018           | 0.789                                     | 5.108                                     | 2       | 0.441                                     | 3.478                                     | 2       |
| 27-28       | 10 de julho de 2018          | 0.795                                     | 4.8                                       | 2       | 0.525                                     | 3.703                                     | 2       |
| 29-30       | 11 de julho de 2018          | 1.088                                     | 6.553                                     | 1       | 0.71                                      | 4.93                                      | 2       |
| 31-32       | 12 de julho de 2018          | 0.951                                     | 5.832                                     | 1       | 0.65                                      | 4.77                                      | 1       |
| 33-34       | 16 de julho de 2018          | 0.951                                     | 6.089                                     | 1       | 0.523                                     | 3.876                                     | 2       |
| 35-36       | 17 de julho de 2018          | 0.972                                     | 6.123                                     | 1       | 0.61                                      | 4.328                                     | 2       |
| 37-38       | 18 de julho de 2018          | 1.017                                     | 6.243                                     | 1       | 0.6                                       | 4.35                                      | 2       |
| 39-40       | 19 de julho de 2019          | 1.073                                     | 6.77                                      | 1       | 0.68                                      | 5.03                                      | 2       |
| 41-42       | 23 de julho de 2018          | 0.795                                     | 5.106                                     | 2       | 0.58                                      | 4.29                                      | 2       |
| 43-44       | 24 de julho de 2018          | 0.844                                     | 5.33                                      | 2       | 0.52                                      | 3.91                                      | 2       |
| 45-46       | 25 de julho de 2018          | 0.923                                     | 5.777                                     | 2       | 0.61                                      | 4.48                                      | 2       |
| 47-48       | 26 de julho de 2018          | 0.879                                     | 5.588                                     | 1       | 0.64                                      | 4.85                                      | 1       |
| 49-50       | 30 de julho de 2018          | 0.87                                      | 5.796                                     | 2       | 0.49                                      | 3.78                                      | 2       |
| 51-52       | 31 de julho de 2018          | 0.842                                     | 5.448                                     | 2       | 0.6                                       | 4.39                                      | 2       |
| 53-54       | 1 de agosto de 2018          | 0.799                                     | 5.137                                     | 2       | 0.5                                       | 3.73                                      | 2       |
| 55-56       | 2 de agosto de 2018          | 0.91                                      | 5.752                                     | 1       | 0.6                                       | 4.46                                      | 1       |
| 57-58       | 6 de agosto de 2018          | 0.908                                     | 6.135                                     | 1       | 0.61                                      | 4.76                                      | 2       |
| 59-60       | 7 de agosto de 2018          | 0.782                                     | 5.292                                     | 1       | 0.55                                      | 4.09                                      | 2       |
| 61-62       | 8 de agosto de 2018          | 0.847                                     | 5.46                                      | 1       | 0.66                                      | 4.81                                      | 2       |
| 63-64       | 9 de agosto de 2018          | 0.868                                     | 5.632                                     | 1       | 0.56                                      | 4.19                                      | 1       |
| 65-66       | 13 de agosto de 2018         | 0.786                                     | 4.91                                      | 1       | 0.6                                       | 4.31                                      | 2       |
| Média       | —                            | 0.84                                      | 5.2                                       | —       | 0.6                                       | 4.31                                      | —       |

Nota: Parte da série foi transmitida online pela Tencent Video antes de ir ao ar na Zhejiang TV . Os membros VIP do Tencent estavam quatro episódios à frente dos membros não VIP e os de Transmissão regularmente pela televisão.

## Prêmios e indicações
| Prêmio                        | Categoria                     | Trabalho nomeado                                                                                               | Resultado | Ref. |
| ----------------------------- | ----------------------------- | --- | --------- | ---- |
| 24º Huading Awards            | Melhor Ator (Drama de Época)  | Ethan Juan\|style="text-align:center;background: #ffdddd;vertical-align: middle;" class="table-no2"\| Indicado | [ 49 ]    |      |
| 24º Huading Awards            | Melhor Atriz (Drama de Época) | Yang Mi \|style="text-align:center;background: #ffdddd;vertical-align: middle;" class="table-no2"\| Indicado   | [ 49 ]    |      |
| 12º Tencent Video Star Awards | Melhor série de televisão     | style="text-align:center;background: #ddffdd;vertical-align: middle; {{{style}}}" class="table-yes2"\| Venceu  | [ 50 ]    |      |